# Zygina betulina
Zygina betulina är en insektsart som först beskrevs av Dlabola 1968.  Zygina betulina ingår i släktet Zygina och familjen dvärgstritar. Inga underarter finns listade i Catalogue of Life.